# Anisota discolor
Anisota discolor är en fjärilsart som beskrevs av Ferguson 1971. Anisota discolor ingår i släktet Anisota och familjen påfågelsspinnare. Inga underarter finns listade i Catalogue of Life.